# Xã Hanover, Quận Wexford, Michigan
Xã Hanover (tiếng Anh: Hanover Township) là một xã thuộc quận Wexford, tiểu bang Michigan, Hoa Kỳ. Năm 2010, dân số của xã này là 1.560 người.